# Fritz Dörner
Fritz Dörner (* 28. Juni 1908 in Liedolsheim; † 24. Juni 1976 in Nettersheim-Marmagen) war ein deutscher Soldat und Arzt. Er war Oberfeldarzt der deutschen Wehrmacht und ab dem Jahre 1963 Generalarzt der Luftwaffe.

## Leben

### Reichswehr und Wehrmacht
Dörner studierte ab 1927 Medizin in Freiburg im Breisgau, Heidelberg, Marburg, München und Würzburg. In Freiburg wurde er im Corps Suevia Freiburg aktiv. Am 1. April 1930 trat er als Sanitätsoffizieranwärter der deutschen Reichswehr bei. Im Jahr 1932 legte er dann sein medizinisches Staatsexamen ab und promovierte 1933. Anschließend war er 1933 im Standortlazarett Stuttgart und in der ersten Jahreshälfte 1934 im Standortlazarett Ludwigsburg tätig.
Vom 1. September 1935 bis zum 31. August 1937 arbeitete Dörner als Adjutant beim Luftkreisarzt IV in Münster, danach bis 1940 beim Luftwaffen-Sanitäts-Inspekteur in Berlin. Im Rahmen der Operation Weserübung war Fritz Dörner danach bis August 1940 in Norwegen eingesetzt.
Bis Mai 1941 folgte eine Verwendung beim Kampfgeschwader 1 „Hindenburg“, danach war er als Korpsarzt beim I. Fliegerkorps. Dörner nahm als Luftwaffen-Kommando-Arzt beim Luftwaffenkommando Don auch am Russlandfeldzug teil. 1942 war er zudem Kommandeur der Sanitäts-Ausbildungs-Abteilung der Luftwaffe 17. Von 1943 bis zum Kriegsende am 8. Mai 1945 arbeitete Dörner im Luftwaffenlazarett München.

### Bundeswehr
Am 5. Februar 1958 wurde Fritz Dörner in das Dienstverhältnis eines Berufssoldaten der Bundeswehr ernannt (Dienstgrad Oberfeldarzt). Mit Wirkung zum 1. Dezember 1958 wurde er zum Oberstarzt befördert und mit Wirkung vom 1. September 1963 zum Generalarzt. Dieses Amt hatte er vom 1. Februar 1959 bis zum 30. September 1967 inne und ist damit der Generalarzt mit der längsten Dienstzeit auf diesem Dienstposten.